# M Clan
M Clan ist eine spanische Rockgruppe.

## Geschichte

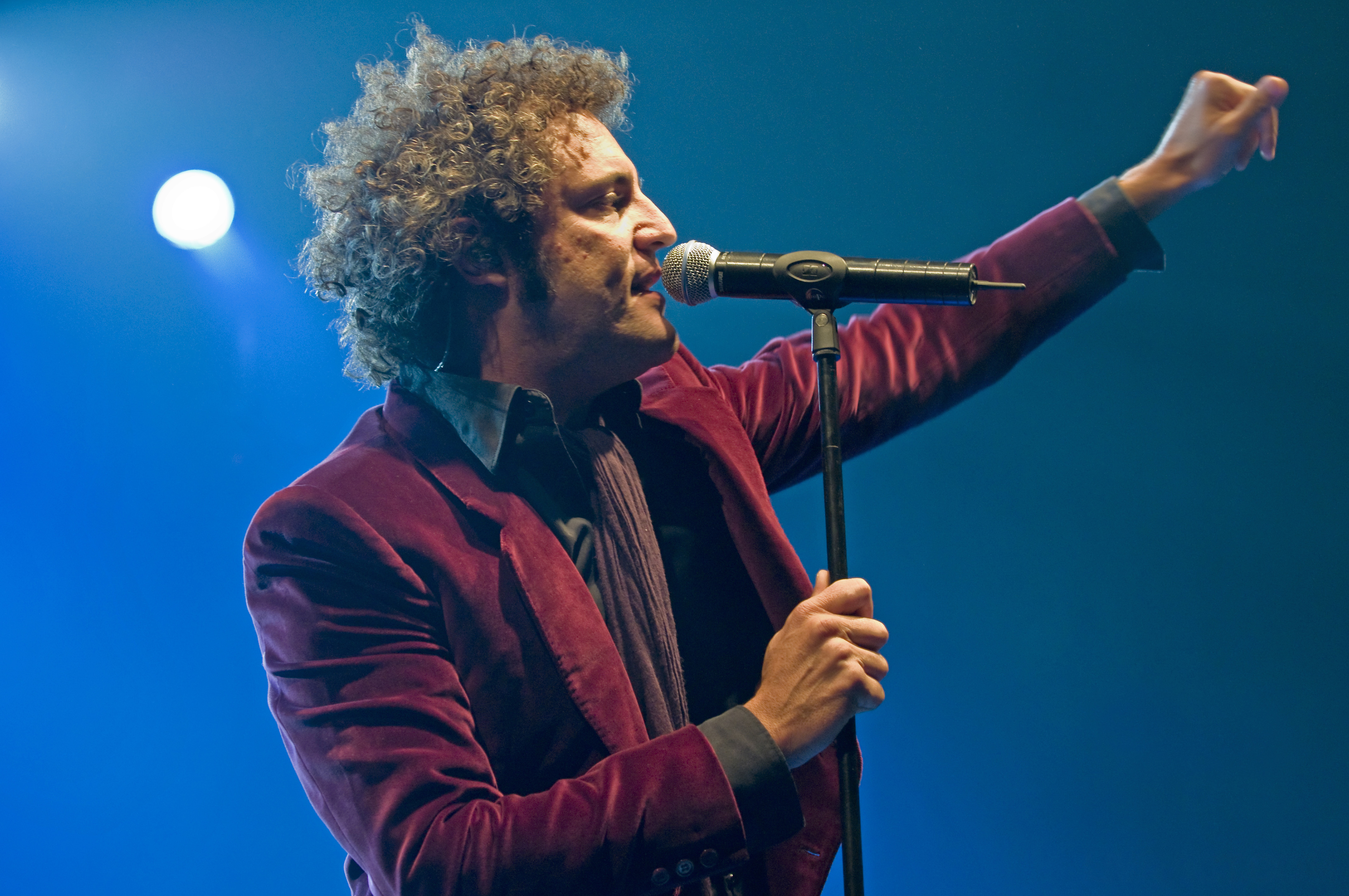
Carlos Tarque, Sänger von M Clan

Gegründet wurde die Gruppe 1992 in Murcia (Spanien), zunächst unter dem Namen „Los mierda“, mit Carlos Tarque und Ricardo Ruipérez. Später benannte sie sich dann in „Murciálagos“ um. Als sie sich dann 1993 mit Santiago Campillo, Pascual Saura, Juan Otero und Iñigo Uribe zusammenschlossen, bildeten sie die Gruppe „El clan de los murciélagos“, die schon bald zum „M Clan“ werden sollte. Sie begannen, Konzerte zu geben und Hörbeispiele aufzuzeichnen, wobei es ihnen jedoch am meisten entgegenkam, vor Publikum zu spielen.

## Stil
Stilistisch hat die Gruppe eine Entwicklung durchlebt, vom Südstaatenrock der ersten zwei Alben (Un buen momento und Coliseum) in Richtung kommerziellerer Klänge, seit der Singleauskopplung Llamando a la tierra (spanische Version der Serenade der Steve Miller Band) auf ihrer Platte Usar y tirar.

## Diskografie

### Alben
- 1995: Un buen momento
- 1997: Coliseum
- 1999: Usar y tirar (ES: ×2Doppelplatin )[1]
- 2001: Sin enchufe (ES: ×2Doppelplatin )
- 2002: Defectos personales (ES: Gold)

| Jahr | Titel                         | Höchstplatzierung, Gesamtwochen, AuszeichnungChartsChartplatzierungen (Jahr, Titel, Platzierungen, Wochen, Auszeichnungen, Anmerkungen) | Anmerkungen                                                                                              |
| Jahr | Titel                         | ES | Anmerkungen                                                                                              |
| ---- | ----------------------------- | --- | --- |
| 2004 | Sopa fría                     | ES16 (20 Wo.)ES | Erstveröffentlichung: 18. November 2004                                                                  |
| 2006 | Retrovisión 1995-2006         | ES19 (12 Wo.)ES | Erstveröffentlichung: Juni 2006                                                                          |
| 2008 | Memorias de un espantapájaros | ES6 (26 Wo.)ES | Erstveröffentlichung: 26. Februar 2008                                                                   |
| 2010 | Para no ver el final          | ES2 (24 Wo.)ES | Erstveröffentlichung: 21. September 2010                                                                 |
| 2012 | Arenas movedizas              | ES5 (15 Wo.)ES | Erstveröffentlichung: 29. Oktober 2012                                                                   |
| 2014 | Dos noches en el Price        | ES5 (15 Wo.)ES | Erstveröffentlichung: 29. September 2014 Livealbum, aufgenommen 6./7. Juni 2014 im Circo Price in Madrid |
| 2016 | Delta                         | ES2 (42 Wo.)ES | Erstveröffentlichung: 30. September 2016                                                                 |
| 2022 | Un buen momento               | ES40 (1 Wo.)ES | Wiederveröffentlichung: 20. Mai 2022 (Vinyl-Doppelalbum)                                                 |

grau schraffiert: keine Chartdaten aus diesem Jahr verfügbar

### Singles (Auswahl)
- 1999: Llamando a la Tierra (ES: ×2Doppelplatin )
- 1999: Quédate a dormir (ES: Gold)
- 2001: Carolina (ES: ×4Vierfachplatin )
- 2001: Maggie Despierta (Maggie May) (ES: Gold)
- 2004: Miedo (ES: Platin)
- 2004: Sopa fría (ES: Gold)